# 후지 TV 화요일 밤 9시 드라마
《후지 TV 화요일 밤 9시 드라마》(일본어: フジテレビ火曜9時枠の連続ドラマ)는 1996년부터 일본의 후지 TV에서 매주 화요일 (21:00 - 21:54)에 방송되었던 텔레비전 드라마이다. 통칭 캇쿠(カック).

## 개요
후지 TV 계열의 월요일 밤 9시 드라마 "게츠쿠"와 함께 높은 시청률을 자랑하는 후지 TV의 드라마 범위이다.
화요일 9시대 범위의 드라마 시간대가 생긴 것은 1996년 4월으로, 첫 번째 작품은 키시타니 고로 주연의 《미운 오리 새끼》였다. 그 이후 《춤추는 대수사선》(오다 유지 주연)은 드라마 방송 당시 엄청난 히트를 기록하고, 영화화되어 일본 내 사회 현상까지 일기도 하였다. 이어서, 영화의 속편과 드라마 스폐셜판이 계속 제작되어 대기록을 기록하였다.
이 외의 대표작으로는, 《후루하타 닌자부로 3기》(타무라 마사카즈 주연), 《구명 병동 24시 시즌4》(에구치 요스케 주연), 《간호사의 길 시즌4》(미츠키 아리사 주연 - 영화화까지 되었다), 《신이시여, 조금만 더》(카네시로 타케시 주연), 인기 영화를 드라마화한 《워터보이즈》(야마다 타카유키 주연, 《워터보이즈2》는 이치하라 하야토 주연) 이 있다. 후지 TV를 비롯, 후지 TV 방송 계열이 없는 아오모리현에는 방송 종료 후 3개월 뒤 토요일의 12시부터 12시 55분까지 아오모리 방송(NNN·NNS계)에서 〈토요일 드라마 극장〉에서 방송되었다.
2003년 10월 《당신의 곁에 누군가 있다》에서부터 HD 제작을 시작. 2007년 10월 《망나니 마마》부터는 데이터 방송을 시작하였다.
여타 다른 대부분의 일본 드라마와 마찬가지로, 1월·4월·7월·10월에 시작을 해서 1년동안 전 4작품, 3개월씩 드라마를 시작하지만, 2009년 3분기(7월기) 드라마 《구명 병동 24시》의 시즌 4기에는 주연 배우 에구치 요스케의 갑작스런 부상으로 예정되어 있던 촬영에 영향을 끼쳐 1개월 지연되어 8월부터 방송을 시작되기도 하였다. 또한 《오토맨》은 토요일 드라마에서 시간대를 변경해 방송하였고, 《라이어 게임》의 시즌 2 역시 토요일 드라마에서 이 시간대로 편성을 옮긴 이례적인 경우도 있다.

## 평균 시청률 순위 10
| 순위 | 작품명                  | 방송년도 | 시청률 |
| ---- | ----------------------- | -------- | ------ |
| 1    | 후루하타 닌자부로 시즌3 | 1999년   | 25.1%  |
| 2    | 신이시여, 조금만 더     | 1998해   | 22.6%  |
| 3    | 구명 병동 24시 시즌2    | 2001년   | 20.6%  |
| 4    | 구명 병동 24시          | 1999년   | 20.3%  |
| 5    | 간호사의 일 시즌3       | 2000년   | 19.3%  |
| 6    | 간호사의 일 시즌2       | 1997년   | 19.2%  |
| 7    | 구명 병동 24시 시즌4    | 2009년   | 19.13% |
| 8    | 구명 병동 24시 시즌3    | 2005년   | 19.1%  |
| 9    | 춤추는 대수사선         | 1997년   | 18.2%  |
| 10   | WITH LOVE               | 1998년   | 18.1%  |

## 최고 시청률 순위 10
| 순위 | 작품명                  | 방송년도 | 시청률        |
| ---- | ----------------------- | -------- | ------------- |
| 1    | 신이시여, 조금만 더     | 1998년   | 28.3%(최종회) |
| 1    | 후루하타 닌자부로 시즌3 | 1999년   | 28.3%(최종회) |
| 3    | 구명 병동 24시 시즌2    | 2001년   | 25.4%(최종회) |
| 4    | 구명 병동 24시          | 1999년   | 24.0%(첫회)   |
| 5    | WITH LOVE               | 1998년   | 23.6%(최종회) |
| 6    | 춤추는 대수사선         | 1997년   | 23.1%(최종회) |
| 7    | 워터보이즈2             | 2004년   | 22.8%(최종회) |
| 8    | 간호사의 일 시즌3       | 2000년   | 22.7%(첫회)   |
| 9    | 총리라고 부르지마       | 1996년   | 22.6%(첫회)   |
| 10   | 간호사의 일 시즌2       | 1997년   | 22.1%(첫회)   |

## 작품 목록

### 1996년
- 《미운 오리 새끼》 (주연: 토키와 타카코, 키리타니 고로)
- 《간호사의 일》 (주연: 미즈키 아리사)
- 《이런 나에게 누가...》 (주연: 츠츠미 미츠타카, 타케다 신지)

### 1997년
- 《춤추는 대수사선》 (주연: 오다 유지)
- 《총리라고 부르지마》 (주연: 타무라 마사카즈, 스즈키 호나미)
- 《달이 빛나는 밤이니까》 (주연: 에즈미 마키코, 키리타니 고로)
- 《간호사의 일 2》 (주연: 미즈키 아리사)

### 1998년
- 《반짝반짝 빛나다》 (주연: 후카츠 에리, 스즈키 쿄카)
- 《WITH LOVE》 (주연: 타케노우치 유타카, 타나카 미사토)
- 《신이시여, 조금만 더》 (주연: 카네시로 타케시, 후카다 쿄코)
- 《때리는 여자》 (주연: 와쿠이 에미, 후키코시 미츠루)

### 1999년
- 《구명 병동 24시》 (주연: 마츠시마 나나코, 에구치 요스케)
- 《후루하타 닌자부로 시즌3》 (주연: 타무라 마사카즈)
- 《소시민 켄》 (주연: 키나시 노리타케, 에노모토 카나코)
- 《OUT~아내들의 범죄~》 (주연: 타나카 미사코, 이이지마 나오코)

### 2000년
- 《중매 결혼》 (주연: 마츠 타카코, 유스케 산타마리아)
- 《간호사의 일 3》 (주연: 미즈키 아리사)
- 《편집왕》 (주연: 하라다 타이조우, 쿄노 코토미)

### 2001년
- 《여자 아나운서》 (주연: 미즈노 미키, 토모사카 리에)
- 《신 호스테스의 길》 (주연: 자이젠 나오미, 카미카와 타카야)
- 《구명 병동 24시 시즌2》 (주연: 마츠시마 나나코, 에구치 요스케)
- 《안녕, 오즈 선생님》 (주연: 타무라 마사카즈)

### 2002년
- 《퍼스트 타임》 (주연: 미즈노 미키, 후지키 나오히토)
- 《성형미인》 (주연: 요네쿠라 료코, 시이나 킷페이)
- 《간호사의 일 4》 (주연: 미즈키 아리사)
- 《더블 스코어》 (주연: 소리마치 타카시, 오시오 마나부)

### 2003년
- 《시어머니와 함께》 (주연: 미즈노 미키, 스이젠지 키요코)
- 《카오》 (주연: 나카마 유키에, 오다기리 조)
- 《워터보이즈》 (주연: 야마다 타카유키, 모리야마 미라이)
- 《당신 곁에 누군가 있다》 (주연: 유스케 산타마리아, 나츠카와 유이)

### 2004년
- 《FIRE BOYS~메구미의 다이고~》 (주연: 야마다 타카유키, 우치야마 리나)
- 《원더풀 라이프》 (주연: 소리마치 타카시, 하세가와 쿄코)
- 《워터보이즈 2》 (주연: 이치하라 하야토, 이시하라 사토미)
- 《메다카》 (주연: 미무라, 하라다 타이조우)

### 2005년
- 《구명 병동 24시 시즌3》 (주연: 마츠시마 나나코, 에구치 요스케)
- 《이혼 변호사 2~핸섬 우먼~》 (주연: 아마미 유키)
- 《우미자루 에볼루션》 (주연: 이토 히데아키, 카토 아이)
- 《1리터의 눈물》 (주연: 사와지리 에리카)

### 2006년
- 《너스 아오이》 (주연: 이시하라 사토미)
- 《어텐션 플리즈》 (주연: 우에토 아야)
- 《단도리 ~Dance☆Drill~》 (주연: 에이쿠라 나나, 코쿠분 타이치)
- 《배우혼!》 (주연: 마츠 타카코, 모리야마 미라이)

### 2007년
- 《이번주, 아내가 바람을 핍니다》 (주연: 유스케 산타마리아, 이시다 유리코)
- 《신부와 아빠》 (주연: 이시하라 사토미, 토키토 사부로)
- 《아름다운 그대에게~미남♂파라다이스~》 (주연: 호리키타 마키, 오구리 슌)
- 《망나니 엄마》 (주연: 우에토 아야, 오오이즈미 요)

### 2008년
- 《허니와 클로버》 (주연: 나루미 리코, 이쿠타 토마)
- 《절대그이 ~완전 무결한 연인 로봇~》 (주연: 하야미 모코미치, 아이부 사키)
- 《시바토라》 (주연: 코이케 텟페이, 오고 시즈카)
- 《세레브와 가난한 타로》 (주연: 우에토 아야, 카미지 유스케)

### 2009년
- 《메이의 집사》 (주연: 에이쿠라 나나, 미즈시마 히로)
- 《우리집 남자》 (주연: 호리키타 마키)
- 《구명 병동 24시 시즌4》 (주연: 마츠시마 나나코, 에구치 요스케)
- 《오토멘~가을~》 (주연: 오카다 마사키, 카호)
- 《라이어 게임 시즌 2》 (주연: 토다 에리카, 마츠다 쇼타)

### 2010년
- 《울지 않겠다고 결심한 날》 (주연: 에이쿠라 나나, 후지키 나오히토)
- 《절대명도 미해결사건 특명수사》 (주연: 우에토 아야)
- 《조커 용서받지 못할 수사관》 (주연: 사카이 마사토, 니시키도 료)
- 《프리터, 집을 사다》 (주연: 니노미야 카즈나리, 카리나)

### 2011년
- 《CONTROL~범죄심리수사~》 (주연: 마츠시타 나오, 후지키 나오히토)
- 《이름을 잃어버린 여신》 (주연: 안, 오노 마치코)
- 《절대영도~특수범죄 잠입수사~》 (주연: 우에토 아야, 키리타니 켄타)
- 《수수께끼 풀이는 저녁식사 후에》 (주연: 사쿠라이 쇼, 키타가와 케이코)

### 2012년
- 《스트로베리 나이트》 (주연: 타케우치 유코)
- 《리갈 하이》 (주연: 아라가키 유이, 사카이 마사토)
- 《숨도 쉴 수 없는 여름》 (주연: 타케이 에미, 에구치 요스케)
- 《늦게 피는 해바라기~나의 인생, 리뉴얼~》 (주연: 이쿠타 토마)

### 2013년
- 《라스트 호프》 (주연: 아이바 마사키)
- 《카모, 교토에 간다.~가업여관의 여장 일기~》 (주연: 마츠시타 나오)
- 《구명 병동 24시 (제5시리즈)》 (주연: 마츠시마 나나코)
- 《미스 파일럿》 (주연: 호리키타 마키)

### 2014년
- 《후쿠이에 경부보의 인사》 (주연: 단 레이)
- 《비터 블러드~최악이자 최강의 부자 형사~》 (주연: 와타베 아츠로, 사토 타케루)
- 《아스나로 337박자》 (주연: 야나기바 토시로)
- 《모든 것이 F가 된다》 (주연: 타케이 에미, 아야노 고)

### 2015년
- 《고스트라이터》 (주연: 나카타니 미키)

## 같이 보기
- 후지 TV 월요일 밤 9시 드라마
- 간사이 TV 화요일 밤 10시 드라마
- 후지 TV 목요극장
- 후지 TV 토요 드라마 → 후지 TV 토드라
- 후지 TV 드라마틱 선데이